# Rio Tomebamba
O Rio Tomebamba é um rio no Equador . Atravessa a cidade de Cuenca, deságua no rio Amazonas e desemboca no Oceano Atlântico .